# القمصية
القمصية هي بلدة وناحية تقع في منطقة الشيخ بدر في محافظة طرطوس على بعد حوالي 25 كم عن مدينة طرطوس. ذات طبيعة جميلة ترتفع عن سطح البحر 550 م، ويبلغ عدد سكانها حوالي 12,000 نسمة، تشتهر بزراعة الأشجار المثمرة وأهمها التفاح.

## السياحة
تتميز بلدة القمصية بهوائها العليل وطبيعتها الجميلة من جبال وخضرة، كما يوجد فيها العديد من الآثار الرومانية القديمة والمعالم التاريخية، وتعد منطقة جذب سياحي لتكامل كافة المقومات وروعة الطبيعة والمكان لذلك وضعت على خارطة الاستثمار السياحي العالمي، وتقوم بها عدة منشآت سياحية ومشاريع خدمات تتناسب مع الموقع الجميل والطبيعة البديعة.